# BirdLife International
BirdLife International (tên gọi cũ: International Council for Bird Preservation) là một hiệp hội các tổ chức phi chính phủ quốc tế (iNGO) hoạt động trong lĩnh vực bảo tồn đa dạng sinh học chim và môi trường sống của chúng, hiện có hoạt động ở hơn 100 quốc gia trên toàn thế giới với hơn 2,5 triệu thành viên chính thức và một lực lượng ủng hộ viên lên đến hàng chục triệu người, bao gồm Hiệp hội Hoàng gia bảo vệ các loài chim, Hiệp hội Chim hoang dã Nhật Bản, Hiệp hội Audubon Quốc gia và Bảo tồn Chim Hoa Kỳ.. BirdLife International hoạt động nhằm bảo tồn tính đa dạng sinh học toàn cầu và cam kết tuân thủ nguyên tắc sử dụng bền vững các nguồn tài nguyên thiên nhiên nhằm nâng cao chất lượng cuộc sống của con người.
BirdLife International đã xác định được 13.000 Các khu vực chim quan trọng và đa dạng sinh học và là cơ quan chính thức của Liên minh Bảo tồn Thiên nhiên Quốc tế đối với các loài chim. 
Tính đến năm 2015, BirdLife International đã xác định rằng 1.375 loài chim (13% tổng số) đang bị đe dọa tuyệt chủng (cực kỳ nguy cấp, có nguy cơ tuyệt chủng hoặc dễ bị tổn thương).
BirdLife International là đối tác quốc tế chính thức của IUCN và nhiều công ước quốc tế liên quan đến bảo tồn thiên nhiên như Công ước Đa dạng Sinh học (CBD), Công ước về Đất ngập nước (Ramsar), Công ước về Loài di cư (CMS), Công ước về Buôn bán các loài Động thực vật Hoang dã (CITES) v.v...
BirdLife International được các nhà điểu học Hoa Kỳ là T. Gilbert Pearson và Jean Theodore Delacour thành lập năm 1922 với tên gọi International Council for Bird Preservation (Hội đồng quốc tế bảo tồn chim). Nhóm vận động hành lang này đã bị bỏ đi sau Thế chiến II. Nó trở lại hoạt động vào năm 1983 với sự bổ nhiệm một giám đốc chuyên nghiệp và đổi tên vào năm 1993 thành BirdLife International.
BirdLife International xuất bản tạp chí hàng quý, BirdLife: The Magazine, chứa các tin tức gần đây và các bài báo có thẩm quyền về các loài chim và việc bảo tồn chúng.
BirdLife International là cơ quan được ủy quyền chịu trách nhiệm thực hiện danh lục các loài chim bị đe dọa cho IUCN.
Chủ tịch hiện tại của BirdLife International là công nương Takamado của Nhật Bản. Trong số các cựu chủ tịch có cả hoàng hậu Noor của Jordan.

## Việt Nam
Ở Việt Nam, BirdLife bắt đầu các hoạt động dự án từ năm 1988. Đến năm 1997, BirdLife là một trong những tổ chức Phi chính phủ đầu tiên được cấp giấy phép mở văn phòng đại diện. BirdLife Việt Nam hợp tác với các cơ quan chính phủ nhằm phát triển hệ thống khu bảo vệ của Việt Nam, bảo tồn các loài chim vì sự tồn tại của chúng và vì con người.